# Hervé Le Tellier
Hervé Le Tellier (ur. 21 kwietnia 1957 w Paryżu) – francuski pisarz, językoznawca, dziennikarz, matematyk i astrofizyk. Zdobywca Nagrody Goncourtów w 2020 za książkę Anomalia.

## Biogram
Autor opowiadań, ośmiu powieści, sztuk teatralnych i wierszy; przewodniczący międzynarodowej grupy literackiej OuLiPo (fr. Ouvroir de Littérature Potentielle / Pracownia literatury potencjalnej), założonej przez Raymonda Queneau i François Le Lionnais w 1960. Innymi członkami grupy byli: Italo Calvino, Jean Lescure, Harry Mathews, Georges Perec i Jacques Roubaud.

Mój ojczym szanował wszystkie postaci władzy, hierarchiczną, policyjną, medyczną, a zresztą był posłuszny również mojej matce. Słaby wobec silnych, był całkiem odruchowo mocny wobec słabych. Hervé Le Tellier

## Publikacje (wybór)
- Toutes les familles heureuses / Wszystkie szczęśliwe rodziny, 2017
- Moi et François Mitterand / Ja i François Mitterand, 2016
- L’Anomalie / Anomalia, 2020[1]

## Nagrody
- 2020: Nagroda Goncourtów za książkę Anomalia[1]